# Praktgrusmossa
Praktgrusmossa (Ditrichum pallidum) är en bladmossart som beskrevs av Georg Ernst Ludwig Hampe 1867. Praktgrusmossa ingår i släktet grusmossor, och familjen Ditrichaceae. Enligt den svenska rödlistan är arten nationellt utdöd i Sverige. . Arten har tidigare förekommit i Götaland och Svealand men är numera lokalt utdöd. Artens livsmiljö är skogslandskap. Inga underarter finns listade i Catalogue of Life.